# José Ballivián (província)
José Ballivián é uma província da Bolívia localizada no departamento de El Beni, sua capital é a cidade de Reyes.